# Paroaria
Paroaria, cardinalii cu capul roșu sau cardinalii-tangare (deoarece nu sunt apropiați de Cardinalidae), sunt un gen de păsări tangare. Până de curând au fost plasate în familia Emberizidae.
Șase specii sunt plasate aici. Toate sunt păsări cu un aspect foarte asemănător, cu capul asemănător cu cel al cardinalului nordic (Cardinalis cardinalis, un membru tipic al Cardinalidae), deși sunt ceva mai subțiri, în special în ceea ce privește ciocul asemănător cu cel al tangaralei.

## Taxonomie
Genul Paroaria a fost introdus în 1832 de naturalistul francez Charles Lucien Bonaparte, specia tip fiind cardinalul cu creastă roșie. Numele provine de la Tiéguacú paroára, un nume în limba tupi pentru o pasăre mică, galbenă, roșie și gri.
Genul conține șase specii:
- Paroaria coronata – cardinal cu creastă roșie
- Paroaria dominicana – cardinal cu gât roșu
- Paroaria gularis – cardinal cu cap roșu
- Paroaria nigrogenis – cardinal mascat
- Paroaria baeri – cardinal cu frunte roșie
- Paroaria capitata – cardinal cu cioc galben

## Galerie

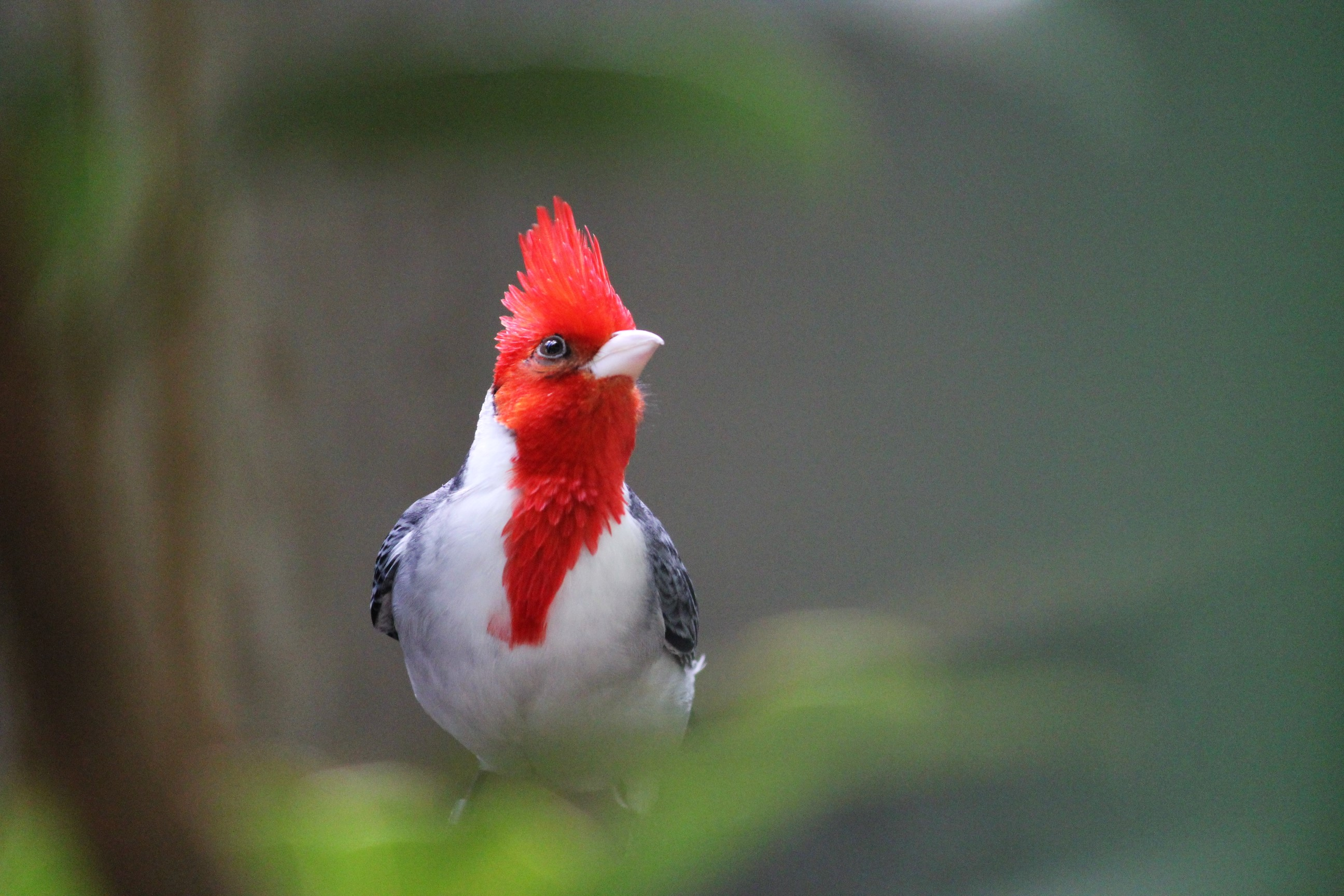
Cardinal cu creastă roșie
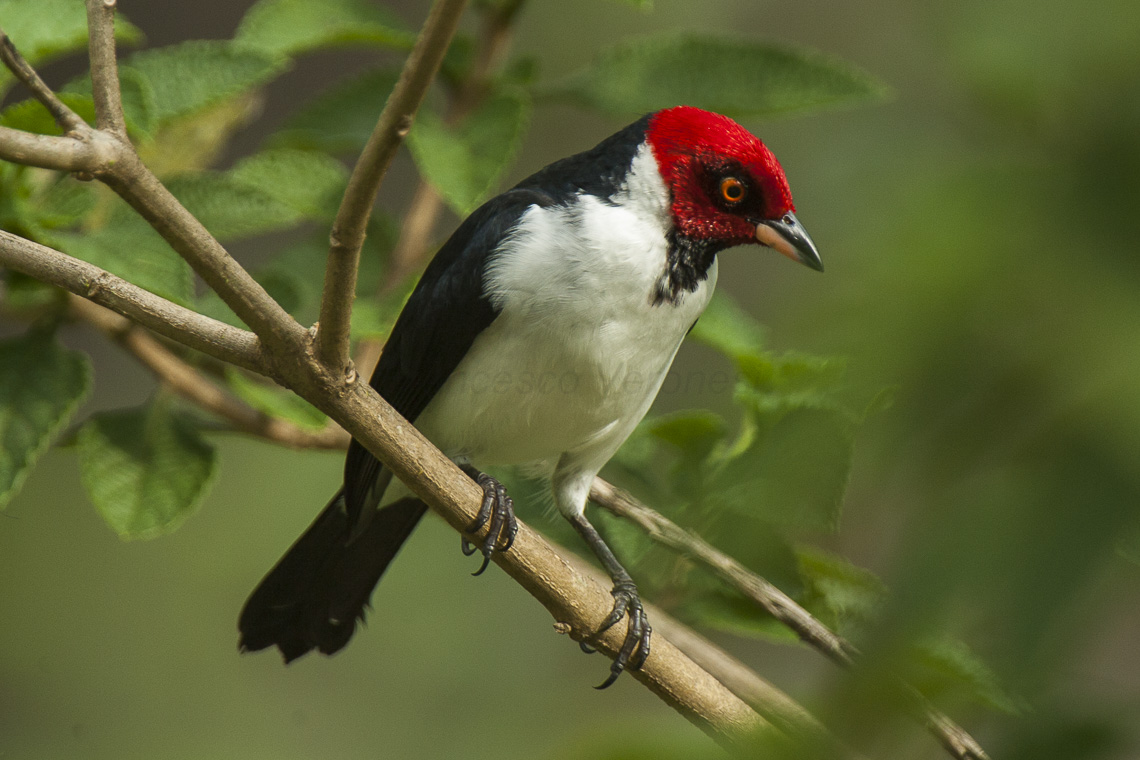
Cardinal cu cap roșu
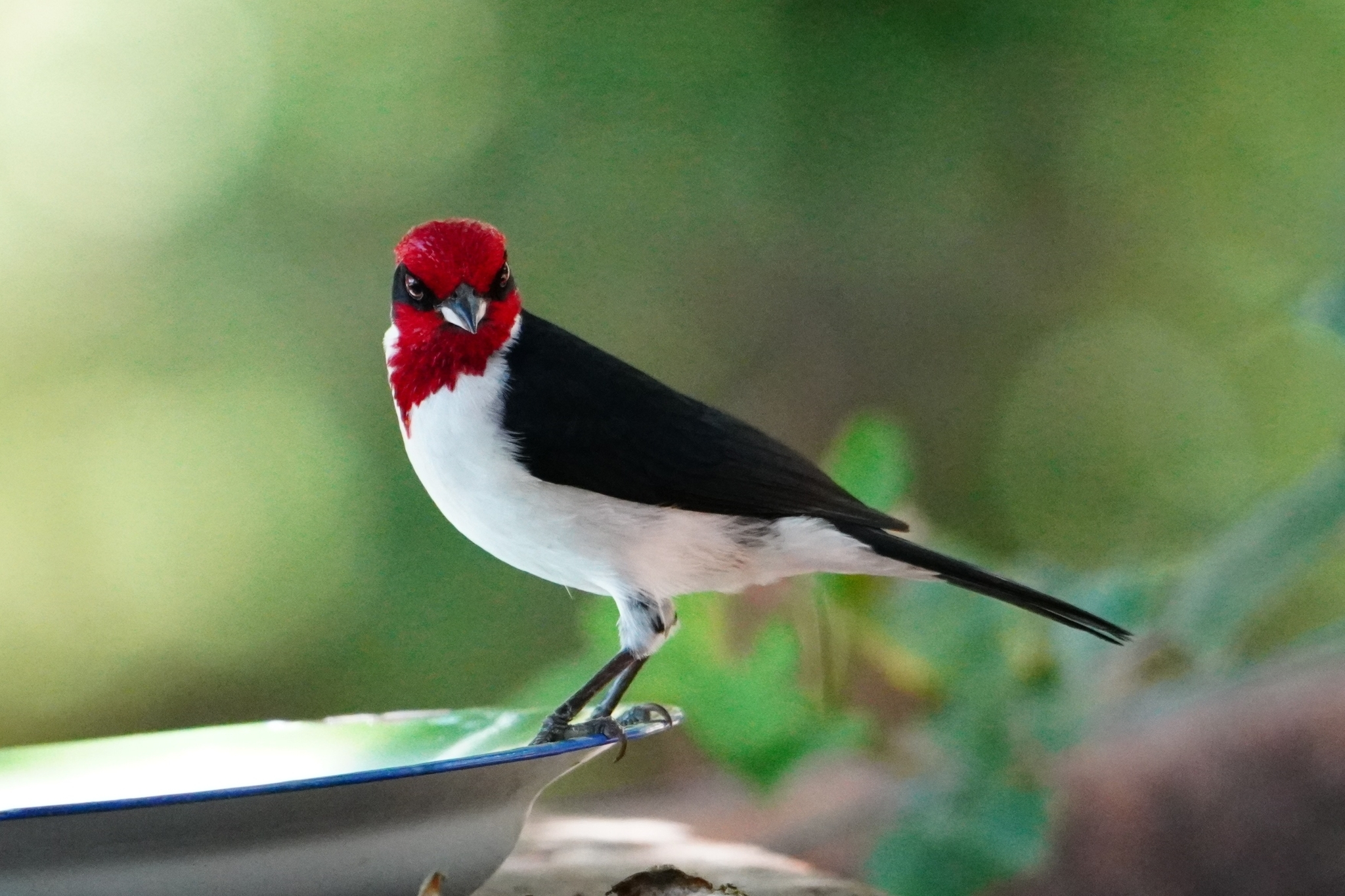
Cardinal mascat
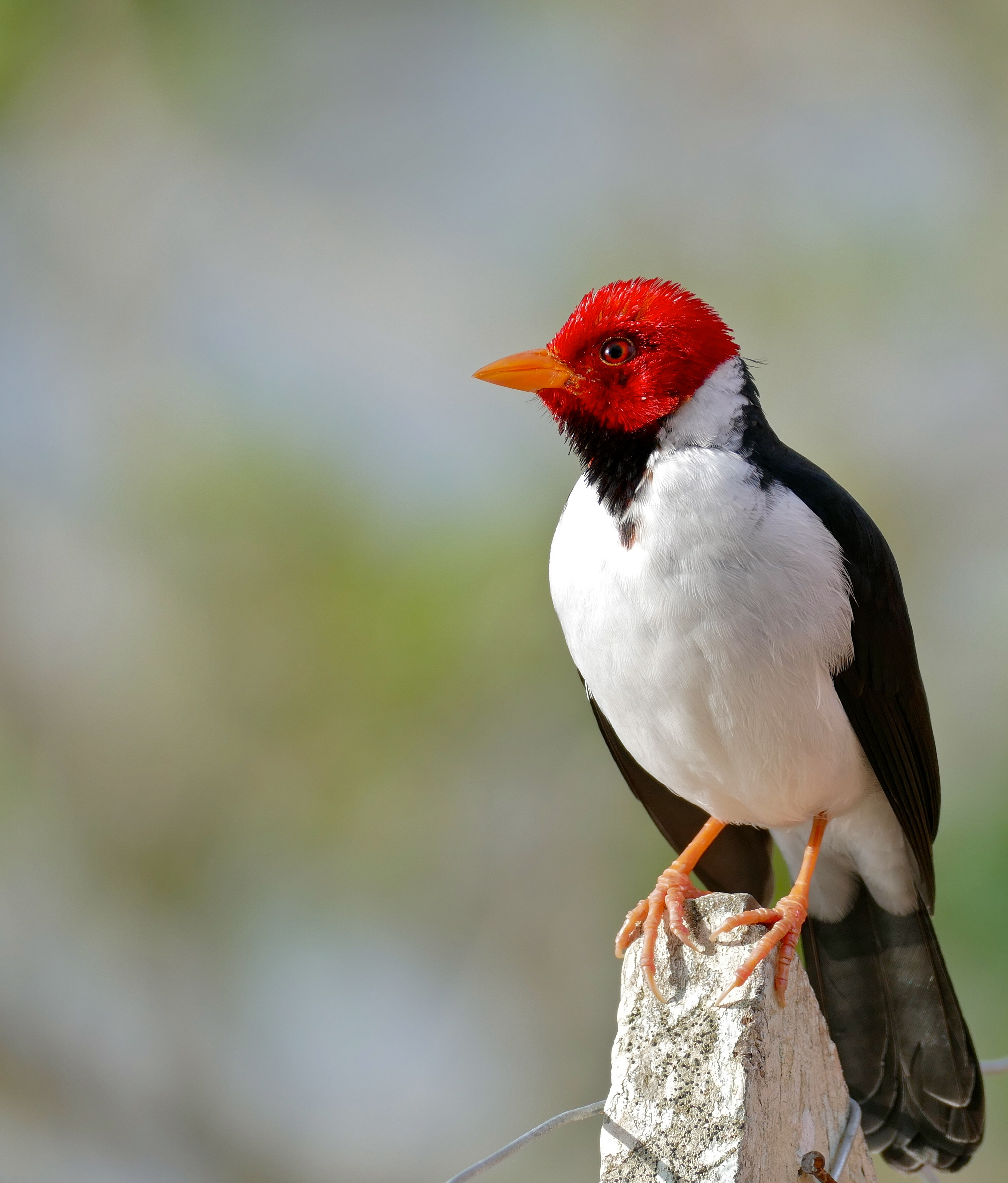
Cardinal cu cioc galben